# Xenochironomus ceciliae
Xenochironomus ceciliae är en tvåvingeart som beskrevs av De Oliveira Roque och Trivinho-strixino 2005. Xenochironomus ceciliae ingår i släktet Xenochironomus och familjen fjädermyggor. Inga underarter finns listade i Catalogue of Life.